# Ogata Kōrin
Ogata Kōrin (japanski: 尾形 光 琳; Kyoto, 1658. – Kyoto, 2. lipnja 1716.) bio je japanski slikar, i dizajner japanske škole slikarstva Rinpa. 
Ogata Kōrin je najpoznatiji po svojim umjetničkim sklopivim zaslonima, od koji su najpoznatiji "Irisi" i "Crvene i bijele šljive u cvatu" (oba djela su služebeno zabilježena kao japansko nacionalno blago). Poznat je i po slikama na keramici i lakiranom drvenom namještaju, u čemu je pomagao njegov brat Ogata Kenzan (1663. – 1743). Ogata Kōrin također je bio plodan dizajner, radio je s raznovrsnim ukrasnim i praktičnim predmetima, kao što su lepeze, kutije za pisanje ili kutije za lijekove.
Također mu se pripisuje ponovno oživljavanje i procvat Rinpa škole japanskoga slikarstva, pedeset godina nakon što su je osnovali Hon'ami Kōetsu (1558. – 1637.) i Tawaraya Sōtatsu (1570. – 1640.) Zapravo, pojam "Rinpa", zamišljen u Meiji razdoblju, znači "škola [Kō]rin". Posebno je imao dugogodišnji utjecaj na Sakai Hōitsu (1761. – 1828.), koji je replicirao mnoge njegove slike i popularizirao njegov rad, organizirajući prvu izložbu Kōrinovih slika na stotu godišnjicu smrti.
Kōrin je rođen u Kyotu u bogatoj obitelji trgovaca Ogata, posvećenim dizajnu i prodaji finih tekstila. Obiteljsko poslovanje, pod nazivom Karigane-ya, usmjerilo se na aristokratske žene grada. Njegov otac, Ogata Sōken (1621. – 1687.), bio je poznati crtač kaligrafije u stilu Kōetsu i zaštitnik kazališta Noh. Uveo je svoje sinove u umjetnost. Kōrin je bio drugi sin Sōkena. Njegov mlađi brat Ogata Kenzan bio je slavni lončar i slikar s kojim je često surađivao. Kōrin je studirao pod palicom Yamamota Sokena u školi Kanō.
Sōken je umro 1687. godine, a stariji brat je preuzeo obiteljski posao, ostavivši Kōrinu i Kenzanu slobodu da uživaju u znatnoj baštini. Nakon toga, Kōrin je vodio vrlo aktivan društveni život, ali njegovi su pothvati nametnuti financijskim poteškoćama u narednim godinama, dijelom zahvaljujući zajmovima koje je dobio od feudalnih gospodara. To ga je natjeralo da založi neke svoje dragocjene posjede. 
Kōrin se ostvario kao umjetnik tek u kasnim godinama svoga života. Godine 1701. dobio je počasni naslov hokkyō, treći najviši rang dodijeljen budističkim umjetnicima, a 1704. godine preselio se u Edo (danas Tokio) gdje su unosne komisije bile lako dostupne. Njegova rana remek-djela, poput njegovih "Irisa", općenito su datirana u ovo doba. Tijekom tog vremena imao je priliku proučavati slike u tehnici tinte srednjovjekovnih redovničkih slikara kao što su: Sesshu Tōyō (1420. – 1506.) i Sesson Shukei (1504. – 1589.). To se vidi kao važan utjecaj na njegovo djelo iz tog razdoblja.
Godine 1709. vratio se u Kyoto. Godine 1712. sagradio je kuću s atelijerom u Shinmachi ulici i tamo je živio posljednjih pet godina svog života. 
Kōrin je umro, poznat, ali osiromašen 2. lipnja 1716. u 59. godini života. Njegov grob nalazi se u hramu Myōken-ji u Kyotu. Njegovi glavni učenici bili su: Kagei Tatebayashi, Shiko Watanabe i Roshu Fukae.

## Galerija
- Kutija za pisanje Ogata Kōrina
- Kutija za pisanje Ogata Kōrina
- Posuda za ugljen Ogata Kōrina
- Crtež Ogata Kōrina